# Rüfüs Du Sol
Rüfüs Du Sol — австралійський електронний гурт з міста Сідней, Австралія. Заснований 2010 року та складається з трьох учасників: Тайрона Ліндквіста, Джона Джорджа та Джеймса Ганта. Дебютний альбом гурту під назвою Atlas досягав першої сходинки в чартах Австралії. 2016 року другий альбом Bloom повторив цей успіх. 2015 року сингл «You Were Right» виграв нагороду ARIA за найкращий танцювальний реліз. 

## Біографія
Гурт був заснований як Rüfüs Джоном Джорджем, Тайроном Ліндквістом та Джеймсом Гантом в листопаді 2010 року. 1 січня 2011 року хлопці випустили свій перший EP, який отримав назву RÜFÜS EP. 25 липня вийшов їх перший сингл «We Left».
В квітні 2012 року гурт видав свій другий EP RÜFÜS Blue.
9 серпня 2013 року вийшов дебютний альбом гурту під назвою Atlas. Він дебютував на першій сходинці чарту ARIA Charts. Виходу альбому передували два сингли («Take Me» та «Desert Night»), а після релізу вийшло ще два («Tonight» та «Sundream»).
В червні 2015 року вийшов «You Were Right», провідний сингл з другого альбому гурту. Сингл зайняв 22-у сходинку австралійського чарту. В січні 2016 року вийшов другий студійний альбом Bloom. 
У травні 2018 року гурт змінив назву на Rüfüs Du Sol. 25 травня гурт випустив сингл «No Place». Згодом світ також побачили сингли «Underwater» та «Lost in My Mind». 19 жовтня вийшов третій альбом Solace.
13 липня 2021 року гурт випустив «Alive», першу пісню за три роки. Наступний сингл «Next to Me» вийшов 11 серпня. 24 вересня гурт видав «On My Knees», третій сингл від початку року. 21 жовтня 2021 року вийшов четвертий альбом колективу під назвою Surrender.

## Склад
- Тайрон Ліндквіст — вокал, гітара
- Джон Джордж — клавішні
- Джеймс Гант — ударні

## Дискографія

### Альбоми
- Atlas (2013)
- Bloom (2016)
- Solace (2018)
- Surrender (2021)

### Альбом реміксів
- Solace Remixed (2019)

### Live Альбоми
- Live from Joshua Tree (2020)

### EP
- «Rüfüs (EP)» (2011)
- «RÜFÜS (Blue)» (2012)

### Сингли
- «We Left» (2011)
- «This Summer/Selena» (2012)
- «Take Me» (2013)
- «Desert Night» (2013)
- «Tonight» (2013)
- «Sundream» (2014)
- «You Were Right» (2015)
- «Like an Animal» (2015)
- «Innerbloom» (2015)
- «Say a Prayer for Me» (2016)
- «Be with You» (2016)
- «No Place» (2018)
- «Underwater» (2018)
- «Lost in My Mind» (2018)
- «Treat You Better» (2018)
- «Alive» (2021)
- «Next to Me» (2021)
- «On My Knees» (2021)
- «I Don't Wanna Leave» (2021)

## Музичні відео
| Рік  | Назва               | Режисер                    |
| ---- | ------------------- | -------------------------- |
| 2011 | We Left             | Katzki                     |
| 2012 | This Summer         | Katzki                     |
| 2013 | Take Me             | Katzki                     |
| 2013 | Desert Night        | Katzki                     |
| 2013 | Tonight             | Katzki                     |
| 2014 | Sundream            | Katzki та Джексона Муллейн |
| 2015 | You Were Right      | Katzki                     |
| 2015 | Like an Animal      | Katzki                     |
| 2016 | Say a Prayer for Me | Тобі+Піт                   |
| 2016 | Be with You         | Брати Даперіси             |
| 2016 | Innerbloom          | Katzki                     |
| 2018 | No Place            | Katzki                     |
| 2018 | Lost in My Mind     | Дрю Кірш                   |
| 2019 | Treat You Better    | Ліа Барильські та Katzki   |
| 2021 | Next To Me          | Osk                        |
| 2021 | Alive               | Джеймс Фрост               |
| 2021 | On My Knees         | Katzki & Ruff Mercy        |
| 2021 | I Don't Wanna Leave | Katzki                     |